# История Лисичанска
История Лисичанска.

## 1710—1795

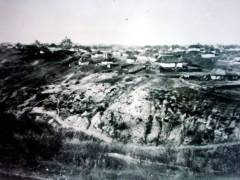
Территория Лисичанска, 1895 г

Земля Донецкого края, а прежде Дикого поля, со времени татаро-монгольского нашествия до середины XVIII века не была заселена. На левом берегу Северского Донца городки Боровской (не путать с Боровским в нынешней Липецкой области России), Трёхизбенский и другие, образованные в середине XVII донскими казаками и беглыми крестьянами, после подавления Булавинского восстания по приказу Петра Первого были полностью уничтожены. Беженцы основали хутора: Вороново (казаки Хохлова), Сиротино (казаки Попова и Сиротина), Боровеньки (основали часть переселившихся боровщан после сожжения слободы Боровской войсками Петра 1), Метёлкино (казаки Метельникова) и Смоляниново (казаки Смолкина). Возродились они только через два-три десятилетия. Когда русский рудознатец Григорий Капустин в 1724—1725 годах вел здесь разведку залежей каменного угля, его встретили безлюдные балки и холмы.
С целью освоения правобережья Северского Донца между речками Бахмутом и Луганью правительство Российской империи начало организовывать военные поселения. По указу Сената от 29 мая 1753 года в числе других подразделений, которые состояли из бежавших из под турецкого ига сербов, хорватов, болгар и волохов, на речке Верхней Беленькой была поселена третья рота Бахмутского гусарского полка. Возникшее поселение получило двойное название: Третья Рота — по номеру подразделения и село Верхнее — по названию речки. В 20 километрах от третьей роты обосновалась пятая рота того же полка. Населённый пункт именовался по номеру роты, а также Привольное. Военные поселяне вели своё хозяйство и в то же время защищали границы государства от набегов крымских татар. После присоединения в 1783 году Крыма к России опасность миновала, и военные поселения были переведены на положение казённых крестьян.
Офицеров гусарских рот царское правительство наделило свободными землями, которые имелись вблизи военных поселений. Новые владельцы вели своё хозяйство на крепостнической основе, стремясь привлечь сюда и закрепить за собой рабочую силу. Так в начале 70-х годов XVIII века возникло село Рубежное (впоследствии преобразованное в город Пролетарск).
Разведанный в 1724—1725 годах Н.Вепрейским и С.Чирковым уголь до конца века лежал нетронутым. С 1792 года матросы Черноморского флота под руководством инженера-капитана Н. Ф. Аврамова организовали здесь добычу топлива, которое отправлялось в Николаев и другие порты. Добыча угля однако не была систематической. К тому же матросы разрабатывали обнаженные пласты.
Интенсивное освоение южных степей, развитие Черноморского флота вызвали к жизни первые предприятия Донбасса. 14 ноября 1795 года Екатерина II издала указ «Об устроении литейного завода в донецком уезде при речке Лугани и об учреждении ломки найденного в той стране каменного угля». В соответствии с этим указом на земле крестьян села Верхнего (Третьей Роты), возле балки Лисьей был заложен рудник, положивший начало промышленной разработке каменного угля в Донбассе.
Добываемый уголь отправлялся на Луганский литейный завод, Черноморскому флоту, продавался на солеваренные заводы в Бахмут, Славянск, а также на сахарные заводы, использовался в кузницах и для отопления помещений.
Вместе с шахтой в том же, 1795 году был основан новый населенный пункт — первый шахтерский поселок Донбасса, получивший затем название Лисичанск. Возникший на земле села Верхнего рудник оказал значительное влияние на судьбу его жителей. С самого начала под шахту и новый посёлок у крестьян было отнято 1200 десятин земли, хотя у них даже не хватало до нормы. Пришлось переселять из села 20 семей во вновь возникшую слободку Бахмутовку.

## 1795—1861

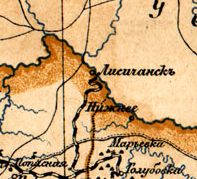
Лисичанск на карте Екатеринославской губернии в XIX веке (из энциклопедии Брокгауза и Ефрона)

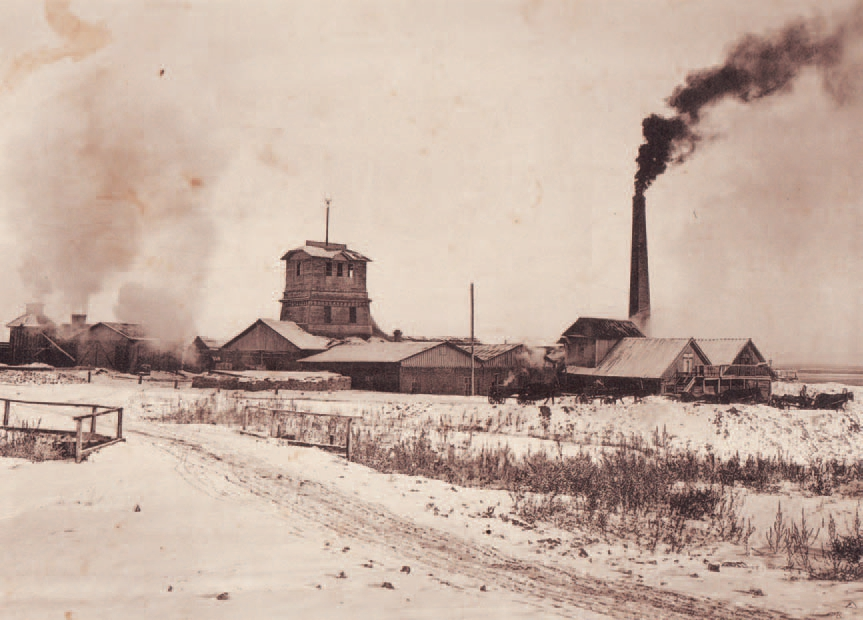
Шахта «Дагмара». г. Лисичанск.
Конец XIX века.

10 января 1821 года в Российской империи вышел указ Александра I, по которому казённые крестьяне села Верхнего Славяносербского уезда Екатеринославской губернии, где проживало тогда 1232 человека, переводились на положение непременных работников Луганского литейного завода. Им вменялось в обязанность перевозить уголь на своих лошадях и волах с Лисичанского рудника в Луганск.
Оплата труда непременных работников, как и мастеровых, была денежно-натуральной.
Резкое ухудшение положения, жестокие притеснения и произвол со стороны администрации вызвали у верхнян протест. 8 октября 1821 года они обратились к царю с жалобой и просили вернуть их в прежнее состояние военных поселян, писали министру финансов. 16 июня 1822 года 39 непременных работников отказались выходить на работу. Инициаторы были наказаны: Иван Исаенко и Иван Попов (бежал в слободу Боровскую, написано в истории пгт. Боровское)арестованы и посажены в заводской острог, семь других работников без всякого суда высечены розгами. Но жителей Верхнего это не останавливает. 6 апреля 1823 года они снова пишут жалобу царю, добиваясь освобождения от обязанностей непременных работников.
Только в 1832 году, более чем через десять лет, Луганский военный суд и горный суд департамента горных и соляных рассмотрели это дело и отверг почти все обвинения в адрес администрации. Просьба верхнян были сочтены неосновательными, а сами они признаны людьми «беспокойного духа», склонными к «напрасному искательству и неповиновению». На основании положения об устройстве Луганского литейного завода, утверждённого царем 28 апреля 1828 года, категория непременных работников была упразднена, а жители села Верхнего, несмотря на их упорное сопротивление, обращены в мастеровых. На положении крепостных рабочих они находились до отмены крепостного права.
После реформы 1861 года жители Лисичанска и Верхнего были освобождены от обязательной работы на руднике и наделены землёй. Однако наделы их были не одинаковыми. В связи с тем, что лисичане до работы на руднике не имели земли, полевой надел их составлял 1 десятину на ревизскую душу. Он не мог обеспечить даже нищенского существования.

## 1861—1917

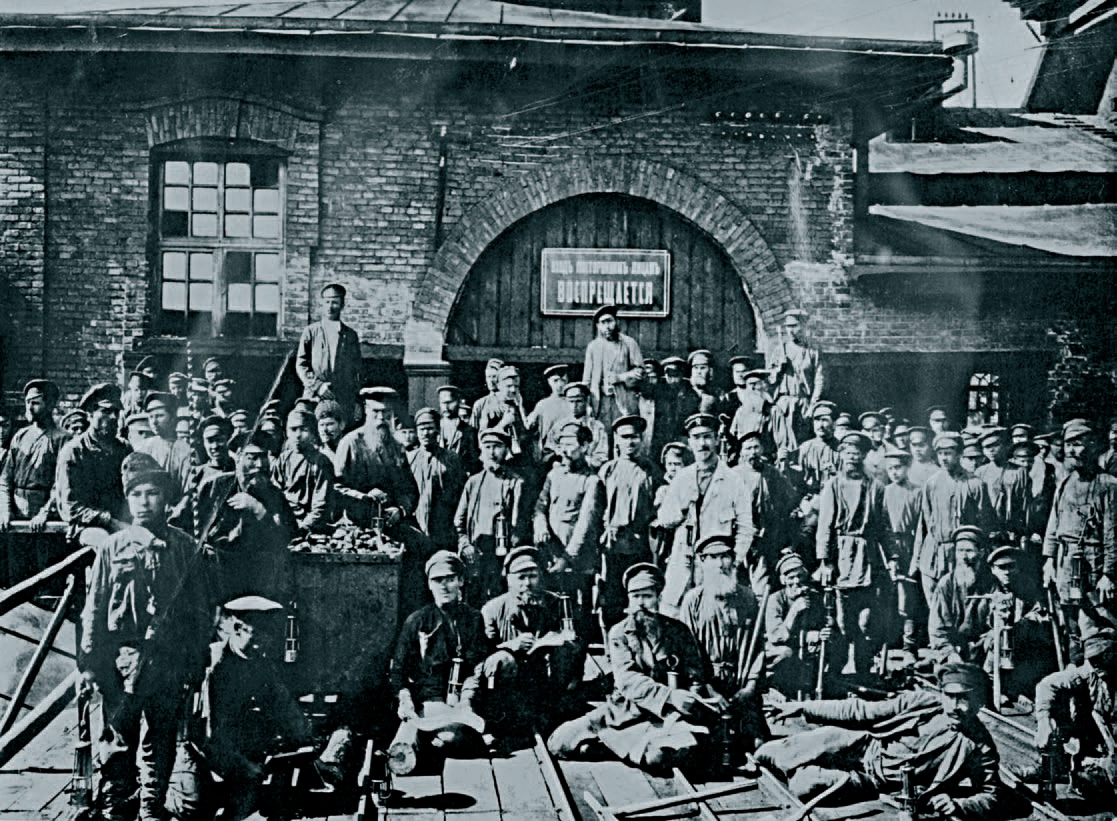
Шахтёры перед спуском в шахту «К. Скальковский» (ныне окрестности Лисичанска).

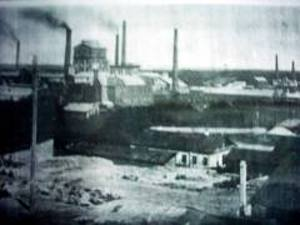
Донецкий содовый завод, 1913 г.

В середине XIX века в Славяносербском уезде возникли частные шахты. В селе Рубежном с 1858 года действовал рудник помещицы Шаховой, затем были открыты рудники Депрерадовича и Богдановича.
Открывали свои шахты на своих полях и некоторые крестьяне Лисичанска, Верхнего, Приволья. В 80-х годах таких шахт насчитывалось около двух десятков.
В 1879 году от Попасной до Лисичанска была проложена железнодорожная ветка, а в 1895 году Лисичанск был соединен железной дорогой с Купянском, благодаря чему получил выход в центр страны. Это способствовало дальнейшему развитию здесь промышленности.
Весной 1890 года в селе Верхнем акционерное общество «Любимов. Солве и К°» заложило Донецкий содовый завод, который в апреле 1892 года начал выпускать кальцинированную соду. Рядом с заводом был открыт железнодорожный пост Любимовский, переименованный затем в станцию Переездная.
Донецкий содовый завод, положивший начало развитию химической промышленности Донбасса, с первых лет стал крупнейшим предприятием отрасли, опередив по объёму производства Березниковский содовый завод. В 1895 году он выработал 22500 тонн соды. В дальнейшем мощность возросла, был налажен выпуск бикарбоната натрия и других видов продукции.
Для обеспечения завода топливом акционерное общество взяло у казны в аренду лисичанскую шахту «Дагмара», а в 1896 году начало рядом с ней сооружение крупной шахты «К. Скальковский». В 1902 году на этой шахте работало 1250 человек, было выдано 6,8 миллиона пудов угля. В селе Рубежное в 1897 году основано акционерное общество Александро-Дмитриевских копей, в 1902 году была заложена ещё одна частная шахта. В 1899 году в селе верхнем был запущен завод акционерного общества Черноморского цементного производства. Кроме того здесь действовали кирпичный завод, мукомольная мельница, в Лисичанске — небольшой стекольный завод.
В момент роста промышленности в бассейне реки Донец начинает расти политическая активность рабочих, так как условия труда и уровень жизни в те годы были не самые лучшие. Так специальная комиссия, ознакомившись с жизнью горняков шахты «К. Скальковский», писала, что многие из них не имеют жилья, а часть из тех, кому оно предоставлено, ютятся в землянках и балаганах. Казармы со сплошными нарами содержаться грязно. Одна из них полуземлянка, оборудованная из бывшей казённой конюшни. Три балагана с деревянными скатами, в которых живут артели и кухарка. Окон нет, вместо окон в крышах щели. Три землянки, в которых живут по 25-30 человек, освещаются через отверстие в крыше, входная дверь в полтора аршина высотою.
В ходе первой русской революции в Лисичанске имели место волнения и стачки.
Жители Лисичанска пили неочищенную воду из реки, которая весной по выражению санитарного врача, приобретала цвет кофейной гущи. А на Александро-Дмитриевском руднике в бассейн для питья воды, поступавшей из Северского донца без фильтрации, на одну треть добавляли шахтные воды, откачиваемые из выработок.
Все это вызвало распространение различных болезней. В 1909 году на шахте «К. Скальковский» отмечено 75 случаев заболеваний брюшным тифом, 1-сыпным, 32-возвратным, 55-дизентерией и 419 другими эпидемическими заболеваниями.

## 1917—1941
Рабочие Лисичанска принимали активное участие в революции 1917 года. Первым председателем Совета в марте 1917 был избран "кадет" Толткевич. Одним из активных большевистских лидеров был преподаватель местной Штейгерской школы Дмитрий Мельников, после Октябрьской революции возглавивший Лисичанский ревком.
В декабре 1917 года здесь была установлена Советская власть, в январе 1918 года началось издание газеты, но в апреле 1918 года местность была оккупирована немецкими войсками (которые оставались здесь до декабря 1918 года).
После окончания гражданской войны жители Лисичанска приступили к восстановлению промышленности в регионе. Многие шахты были затоплены, заводы стояли. Не хватало специалистов. Из 60 предприятий, находившихся тогда в районе, было решено в первую очередь восстановить 19. Шахты «К. Скальковский», «Дагмара», «Рубежанская», находились в лучшем состоянии, вскоре начали давать уголь. Во второй половине 1921 года начал давать продукцию содовый завод.
В 1925 году Лисичанск получил статус рабочего посёлка.
К 1926 году восстановление хозяйства района в основном было завершено. В этом году добыча угля превысила 700 тысяч тонн. Донецкий содовый завод ещё в 1925 году по выработке каустической соды и бикарбоната натрия превзошёл уровень 1913 года. Было принято решение о реконструкции завода.
В связи с развитием промышленности увеличилась численность населения, изменилась его структура. Сократилось число занятых в сельском хозяйстве, наблюдался быстрый рост числа рабочих.
С 1938 года Лисичанск является городом.

## 1941—1945
После начала Великой Отечественной войны В первые дни войны тысячи горожан ушли на фронт, в том числе 1200 коммунистов-добровольцев. Многие предприятия были эвакуированы вглубь страны. Осенью 1941 года фронт приблизился к городу. На этой линии части советской армии удерживали оборону более полугода.
10 июля 1942 года Лисичанск был оккупирован немецкими войсками, 10 июля войска оставили и г.Пролетарск, ныне являющийся частью Лисичанска.
4 февраля 1943 года Лисичанск освобождён от гитлеровских германских войск советскими войсками Юго-Западного фронта в ходе Ворошиловградской операции:
- 18-го тк (генерал-майор т/в Бахаров, Борис Сергеевич) в составе: 110-й тбр (подполковник Каплюченко, Фёдор Кузьмич), части войск 170-й тбр (подполковник Секунда, Наум Маркович), 32-й мсбр (подполковник Сердюк, Иван Романович).
- 1-й гвардейской армии в составе: части войск 41-й гв. сд (генерал-майор Иванов, Николай Петрович) 4-го гв. ск (генерал-майор Гаген, Николай Александрович).
- 17-й воздушной армии в составе: 207-й иад (полковник Осадчий, Александр Петрович)

3 марта 1943 года советские войска снова оставили города Лисичанск и Пролетарск.
Лисичанск дважды был оккупирован. Сотни его жителей были уничтожены фашистами. Но город не сдавался. Здесь возникла подпольная комсомольская группа. В районе Лисичанского стеклозавода и шахты «Черноморка» действовала подпольная группа, в которой участвовали Н. Непомнящий, И. Ф. Сачек, М. Русецкий, В. Чумаков и другие. Лисичане помнят и молодых патриотов Петю Добрынского, Ваню Луганского, Сережу Кострова и других не покорившихся и мстивших врагу. Все они отдали свою жизнь чтобы родной город был свободным.
Тысячи жителей города проявили мужество и героизм на фронтах Великой Отечественной войны. Бывший учитель И. Ф. Быков, ставший штурманом морской авиации, повторил подвиг Николая Гастелло. Многим за подвиги на фронтах Великой Отечественной войны было присвоено звание Героя Советского Союза.
Город Лисичанск освобождён советскими войсками Юго-Западного фронта в ходе Донбасской операции 279-й сд (генерал-майор Потапенко, Владимир Степанович) 32-го ск (генерал-майор Жеребин, Дмитрий Сергеевич) 3-й гвардейской армии.
1 сентября 1943 года части 279-й стрелковой дивизии освободили Лисичанск, а г.Пролетарск, который в 1965 году вошёл в Лисичанск, освобождён 2 сентября. Таким образом, нынешняя территория города освобождена от оккупантов 2 сентября и День освобождения города назначен 2 сентября.
2 сентября 1943 года г.Пролетарск освобождён от гитлеровских германских войск советскими войсками Юго-Западного фронта в ходе Донбасской операции:
- 3-й гвардейской армии в составе: 279-й сд (генерал-майор Потапенко, Владимир Степанович) 32-го ск (генерал-майор Жеребин, Дмитрий Сергеевич)[8].

Город стал возрождаться. Восстанавливались шахты, заводы. 11 января 1944 года дала ток первая турбина ГРЭС, 15 мая была восстановлена первая очередь Лисичанского стеклозавода, 28 августа 1944 года — поставлена на сушку стекловаренная печь завода «Пролетарий», а в июне 1944 года выработал первую продукцию содовый завод.
В послевоенные годы Лисичанск не только был восстановлен, но и значительно вырос, преобразился. С 1952 года он стал городом областного подчинения.
В послевоенный период были восстановлены и реконструированы стекольные заводы. Дальнейшее развитие получила химическая, нефтехимическая и другие отрасли промышленности.

## 1945—1991
В 1953 году Лисичанск являлся центром угольной, химической (химический комбинат и содовый завод) и стекольной промышленности и производства стройматериалов, здесь действовали горный техникум, педагогическое училище, три средние школы, четыре семилетние школы, две начальные школы, драматический театр, кинотеатр, Дворец культуры, филиал Ворошиловградского музея К. Е. Ворошилова, 15 библиотек, 5 клубов и стадион. В 1954 году была построена канатная дорога, соединившая содовый завод и меловой рудник (одна из самых длинных канатных дорог в мире).
В январе 1965 года в состав города Лисичанск вошли населённые пункты Верхнее и Пролетарск.
В 1978 году был построен и введен в эксплуатацию Лисичанский городской молокозавод.
В 1979 году в городе насчитывалось 64 промышленных предприятия.
В 1980 году численность населения составляла 120 тыс. человек, в это время здесь действовали 7 шахт, содовый завод, нефтеперерабатывающий завод, шиноремонтный завод, завод резиновых технических изделий, завод по производству кислорода и редких газов, завод "Строммашина", два стеклозавода, фабрика технических тканей, швейная фабрика, желатиновый завод, хлебный завод, молочный завод, мясокомбинат, Дом быта, горный техникум, педагогическое училище, медицинское училище, семь ПТУ, 35 общеобразовательных школ, две музыкальные школы, художественная школа, спортивная школа, пять больниц и 10 иных лечебных учреждений, 84 библиотеки, два музея и шесть клубов.
В январе 1989 года численность населения составляла 126 503 человека, основой экономики города в это время являлись добыча каменного угля, химическая, нефтеперерабатывающая, стекольная, лёгкая и пищевая промышленность, а также машиностроение и металлообработка.

## После 1991 года
В начале 1990-х годов в городе началось строительство фабрики ёлочных игрушек и плодоовощной базы, но после провозглашения независимости Украины строительство было остановлено, а в сентябре 1993 года Кабинет министров Украины принял решение о продаже этих предприятий.
В мае 1995 года Кабинет министров Украины утвердил решение о приватизации находившихся в городе содового завода, кислородного завода, завода "Строммашина", шиноремонтного завода, АТП-10919, АТП-10970, стеклозавода, желатинового завода, а также управления жилищно-коммунального хозяйства ПО "Лисичанскуголь", в июле 1995 года было утверждено решение о приватизации завода резинотехнических изделий и САТП-0307.
В 1997 году Лисичанское педагогическое училище было превращено в филиал Луганского педагогического института.
На 1 января 2013 года численность населения города составляла 104 314 человек.

## Российско-украинская война

### Война на Донбассе 2014 года

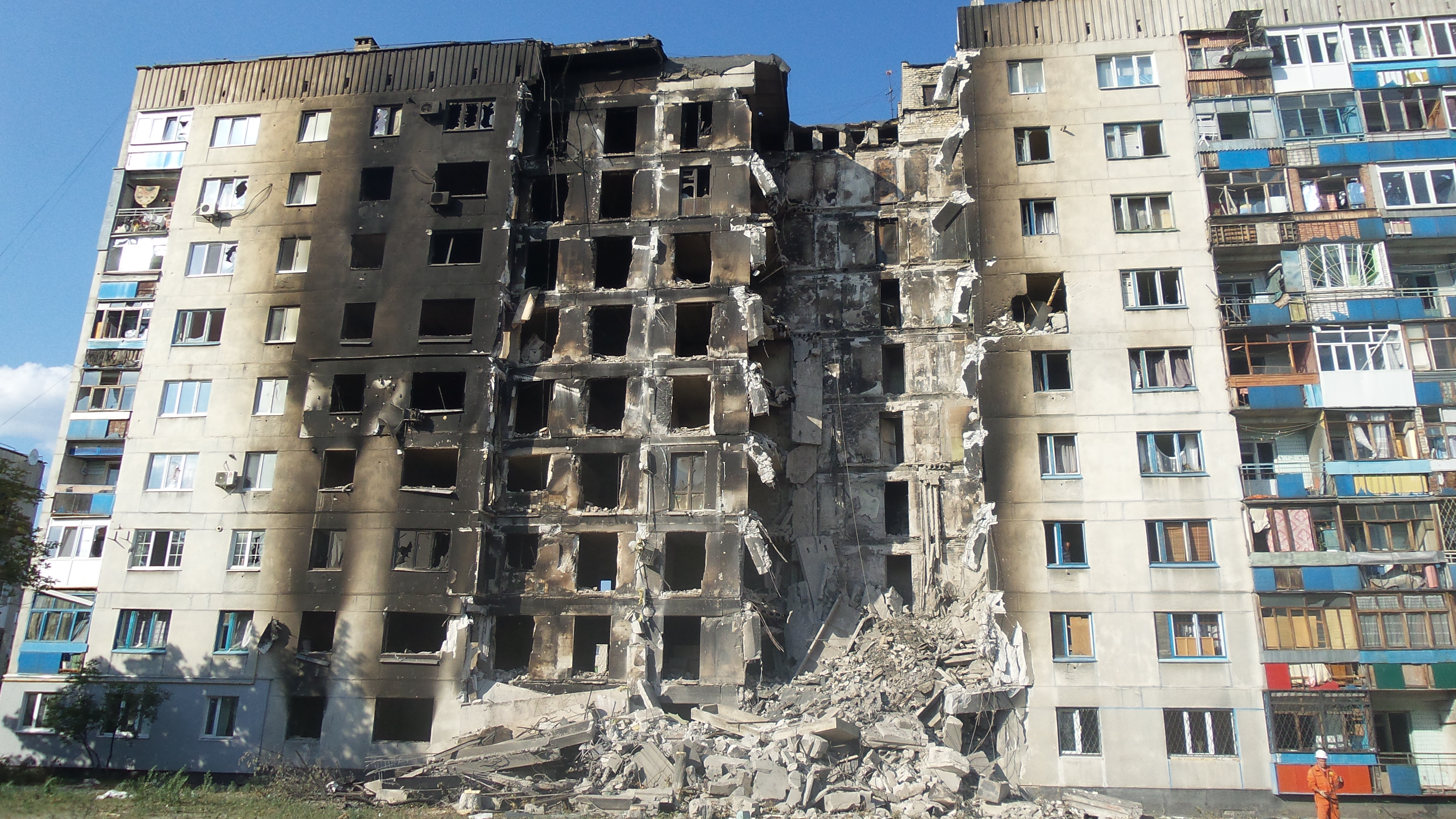
Разрушенный в ходе боевых действий дом в Лисичанске, 2014 г

4 февраля 2014 года в Лисичанске снесли памятник Ленину возле стекольного завода "Мехстекло". Для борьбы за отделение города от Украины сепаратисты начали создавать так называемое "ополчение" и отряды самообороны. Неизвестные люди организовывали в городе митинги "Русской весны". Часть горожан прияли участие в незаконном референдуме 11 мая 2014 года и "проголосовали" за создание так называемой ЛНР.
11 июня сессия Лисичанского горсовета под давлением вооружённых оккупантов "проголосовала" за признание т.н. Луганской Народной Республики
С 22 мая по 24 июля 2014 года Лисичанск находился под контролем подразделений во главе с А. Мозговым и П. Дрёмовым.
24 июля 2014 года Вооружённые Силы Украины взяли город Лисичанск под свой контроль. В 22:20 над зданием Лисичанского городского совета вновь водрузили украинский сине-жёлтый флаг.

### Вторжение в Украину 2022 года
24 февраля 2022 года Россия начала полномасштабную войну против Украины. Российские войска обстреляли Лисичанск. В городе объявлена эвакуация мирного населения. Со станции Лисичанск организовано движение эвакуационных поездов. В Лисичанске введён комендантский час с 17:00 до 07:00.
Действиями российских войск разрушена городская инфраструктура и жилые дома. 2 марта от нескольких артиллерийских ударов российской армии пострадали старый центр, улица Владимира Сосюры и проспект Победы. По несколько часов в день жители прячутся от обстрелов в укрытиях.
18 марта российские войска выпустили 10 снарядов по Лисичанской многопрофильной больнице, расположенной в центре города.
22 марта российские войска обстреляли Лисичанский нефтеперерабатывающий завод, который принадлежит российскому холдингу «Роснефть». На предприятии возник сильный пожар.
26 марта российские войска ударили по городу ракетой «Точка-У» и «Градами». Под обстрел попала шахта — под землёй в забое находились горняки.
17 апреля в результате артобстрела Лисичанска несколько российских снарядов попали в здание Управления патрульной полиции города. Госпитализировано шесть работников МВД.
26 апреля украинские силовики задержали протоиерея Андрея Павленко — настоятеля Свято-Тихвинского храма, принадлежащего УПЦ Московского Патриархата. Во время проверки телефона священника выявлена его переписка с представителями незаконных вооружённых формирований. Он передавал врагу сведения о дислокации подразделений Вооружённых сил Украины.
1 мая российские войска обстреляли Лисичанскую многопрофильную гимназию (ныне лицей № 17). Под огонь попал противотуберкулёзный диспансер. Оба здания построены в конце XIX столетия и входят в ансамбль Бельгийского архитектурного наследия Лисичанска. Также от обстрела оккупантов пострадало помещение школы-лицея № 28 «Гарант».
21 мая российские войска вновь уничтожили Павлоградский мост между Лисичанском и Северодонецком. Первый раз этот мост россияне подорвали в июле 2014 года.
В начале июня российские войска и Народная Милиция ЛНР подвергли Лисичанск сильным обстрелам из артиллерии большого калибра. Взрывами и пожарами уничтожены павильоны центрального рынка, здания Лисичанского городского совета (военно-гражданской администрации), Центра работы со школьниками и молодёжью (бывший Дом техники), горного техникума.
Указом № 406/2022 от 11 июня 2022 года Президент Украины образовал Лисичанскую городскую военную администрацию, начальником которой назначен Валерий Шибик.
25 июня российские войска уничтожили лисичанскую телевизионную вышку, производственные мощности желатиного завода.
27 июня из ракетной системы залпового огня «Ураган» российские военные ударили по мирным людям, когда те набирали воду из привезённой цистерны. Погибло 8 лисичан, 21 человек получили ранения и были доставлены в больницу. Многим раненым пришлось ампутировать конечности.
2 июля 2022 года Вооружённые силы Украины оставили свои позиции в Лисичанске и для сохранения жизней личного состава вышли из города.
18 июля 2022 г. глава ЛНР Леонид Пасечник назначил Андрея Скорого и. о. руководителя администрации Лисичанска. Кроме того, глава ЛНР присвоил Скорому звание «Героя ЛНР», так как тот воевал на стороне республики в рядах Народной Милиции.
3 февраля 2024 г. по городу был нанесён артиллерийский удар, в результате которого погибло 28 человек. Российские власти заявили, что удар был нанесён ВСУ  с помощью РСЗО HIMARS.